# 1961 في مصر
فيما يلي قوائم الأحداث التي وقعت خلال عام 1961 في مصر.

## أفلام
من الأفلام التي صدرت هذه السنة في مصر:
- 1 يناير – الخرساء من إخراج حسن الإمام.
- 1 يناير – الزوجة 13 من إخراج فطين عبد الوهاب.
- 1 يناير – السبع بنات من إخراج عاطف سالم.
- 1 يناير – المراهقات من إخراج أحمد ضياء الدين.
- 1 يناير – شاطئ الحب من إخراج هنري بركات.
- 1 يناير – طريق الدموع من إخراج حلمي حليم.
- 1 يناير – عاشور قلب الأسد
- 1 يناير – عنتر بن شداد من إخراج نيازي مصطفى.
- 1 يناير – في بيتنا رجل من إخراج هنري بركات.
- 1 يناير – لا تطفئ الشمس من إخراج صلاح أبو سيف.
- 1 يناير – لن أعترف من إخراج كمال الشيخ.
- 20 فبراير – هاء 3
- 17 مارس – يوم من عمري
- 28 أكتوبر – الضوء الخافت من إخراج فطين عبد الوهاب.
- 12 نوفمبر – التلميذة من إخراج حسن الإمام.
- 11 ديسمبر – مافيش تفاهم

## كتب
من الكتب التي صدرت هذه السنة في مصر:
- 1 يناير – أينشتاين والنسبية من تأليف مصطفى محمود.
- 1 يناير – اللص والكلاب من تأليف نجيب محفوظ.

## مواليد

### يناير
- 1 يناير – توفيق حميد كاتب مصري.
- 1 يناير – شوقي إبراهيم علام
- 1 يناير – طارق عبد الباري
- 1 يناير – ناصف ساويرس

### يونيو
- 12 يونيو – هالة صدقي
- 16 يونيو – حازم صلاح أبو إسماعيل سياسي مصري.

### أغسطس
- 25 أغسطس – حمادة صدقي

### سبتمبر
- 10 سبتمبر – طارق يحيى لاعب كرة قدم مصري.

### أكتوبر
- 11 أكتوبر – عمرو دياب مغني مصري ملقب بالهضبة.

### نوفمبر
- 14 نوفمبر – ناجي فام

### ديسمبر
- 6 ديسمبر – ممدوح الدماطي سياسي مصري.
- 14 ديسمبر – خالد الجندي أزهري وإعلامي ومؤلف إسلامي.
- 23 ديسمبر – عزت القمحاوي صحفي مصري.
- 28 ديسمبر – أحمد حسن سعيد

## وفيات

### يناير
- 5 يناير – بيرم التونسي (مواليد 1893) شاعر مصري.

### أبريل
- 12 أبريل – عزيز عزت باشا (مواليد 1869) سياسي مصري.

### يونيو
- 5 يونيو – مكرم عبيد (مواليد 1889) سياسي مصري.

### أكتوبر
- 8 أكتوبر – حسين حجازي (مواليد 1891) لاعب كرة قدم مصري.